# Pyesia
Pyesia es un género de insecto coleóptero de la familia Chrysomelidae.

## Especies
Las especies de este género son:
- Pyesia apicalis (Jacoby, 1880)
- Pyesia basalis (Bowditch, 1925)
- Pyesia belarmina Bechyne, 1958
- Pyesia cincta Allard, 1889
- Pyesia detria (Fabricius, 1801)
- Pyesia elytropleuralis Bechyne, 1958
- Pyesia erythrura (Bechyne, 1956)
- Pyesia grossa (Bowditch, 1925)
- Pyesia jansoni (Jacoby, 1878)
- Pyesia laticornis (Germar, 1824)
- Pyesia mexicana Jacoby, 1887
- Pyesia picta Allard, 1889
- Pyesia rugulipennis (Baly, 1890)